# バレットタイム
バレットタイム（英語: Bullet-time）はSFXの一つで、被写体の周囲にカメラをたくさん並べて、アングルを動かしたい方向にそれぞれのカメラを順番に連続撮影していき、被写体の動きはスローモーションで見えるが、カメラワークは高速移動する映像を撮影する技術、またはその効果を指す。タイムスライス、マシンガン撮影 ともいう。また、並べたカメラを一斉に同時撮影すると、被写体は静止ないし低速で動作した状態でカメラアングルが動く映像が作れる（『マトリックス』で「ビルの屋上での銃撃戦で主人公ネオが足に弾丸を受ける」シーン）。
源流は『動く馬』。マイブリッジは同時期に階段を昇降する人間の動きを様々な角度のカメラから同時に撮影する試みも行っており、タイムスライスの原型とも言える。マイブリッジの多数のカメラを用いた連続撮影技法はストロボスコープの登場により主流ではなくなっていった。
セルアニメにおいてはバレットタイムに類似した表現技法は古くから存在していた。その最も早期の事例とされているのが1967年のマッハGoGoGoであり、オープニング映像においては、主人公がマッハ号から飛び降りた姿勢で静止し、正面から真横に向けてカメラアングルが移動するシーンが描かれている。
1980年にはen:Bath School of Art and DesignのTim Macmillanが、幾つかの先駆的な映像作品にて16mmピンホールカメラを用い、この技法を使用した記録が残り、1985年にはロックバンドのアクセプトのビデオクリップ「Midnight Mover」にて音楽ビデオとしては初めてこの技法が用いられた。
この技法は映画『マトリックス』（第1作）で使用された事で話題を呼び、世界中に広まっていったが、マトリックスの特殊撮影を手掛けたen:John Gaetaは、バレットタイムを考案するにあたり大友克洋の『AKIRA』とミシェル・ゴンドリーの手掛けた音楽ビデオにおけるカメラワークが、バレットタイムの芸術的インスピレーションを得る為の参考となったと後に語っている。
2000年代前半にはこの手法を取り入れた映画やCMが多数登場したが、この手法の欠点としてある一つのシーンを創る際の準備作業が膨大なものになり、なおかつ現場での柔軟な変更が難しい事が挙げられた。マトリックスシリーズの二作目以降は俳優をコンピューターで全身スキャンしてデータとして取り込み、画面の中にCGで再構成させるという方法を多くのシーンで使っている。
映画「ソードフィッシュ」では「30秒マシンガン撮影」の大爆発シーンが話題を呼んだ。
「ドリヴン」でもこの手法を取り入れた爆発映像があったが、カットされてしまった。この映像はDVDのメイキングで鑑賞することができる。
福山雅治の楽曲・『Heart/you』の作品のうち、HeartのPVにもこの技法とマシンガン撮影の両方が取り入れられており、そのシーンは2コーラス目以降の後半部で見ることができる。
2000年代前半に日本のプロ野球中継で「アイ・ビジョン」と名づけられたマシンガン撮影の手法が導入された。東京ドームで導入され、並べられたカメラは「マトリックス」などで使われていたスチールカメラではなく、業務用のビデオカメラ。リプレイシーンでは映像の再生速度に関係なくアングルが「バレットタイム」のように移動できる点が話題を呼んだが、短期間のみの導入で現在はこの中継法は行われていない。
2013年にはNHK放送技術研究所が移動する被写体を協調制御で複数台のロボットカメラが追従し、任意のタイミングでバレットタイム撮影を行える多視点ロボットカメラ「ぐるっとビジョン」を、スポーツ中継を念頭に置いて開発された。
映像配信方法が取られたMax Payneやニード・フォー・スピード モスト・ウォンテッド、Virtua Cop 3など、昨今のファーストパーソン・シューティングゲームやサードパーソン・シューティングゲームのコンピュータゲームにもスローモーション機能として取り入れられている。